# يو إف سي على إي إس بي إن: دوس أنجوس ضد إدواردز
يو إف سي على إي إس بي إن: دوس أنجوس ضد إدواردز (بالإنجليزية: UFC on ESPN: dos Anjos vs. Edwards)‏ هو حدث لفنون القتال المختلطة نظمته يو إف سي، أُقيم في 20 يوليو 2019، على أيه تي أند تي سنتر في سان أنطونيو، تكساس، الولايات المتحدة.